# صورة الانتشار في الرنين المغناطيسي
التصوير بالرنين المغناطيسي الموّزن بمعامل الانتشار (Diffusion-weighted magnetic resonance imaging (DWI or DW-MRI" هي طريقة تصوير التي تستخدم انتشار الماء في الحصول على تباين في صورة الرنين المغناطيسي. . تسمح لنا هذه الطريقة بإستخراج خريطة لعملية الانتشار للجزيئات، بشكل رئيسي الماء، في الأنسجة الحيوية، والكائنات الحية وليس العكس . الانتشار للجزيئات في الأنسجة ليس انتشاراً حُراً، ولكنه يعكس التفاعل مع الكثير من العقبات، مثل الجزيئات الضخمة، الألياف، والأغشية. أنماط انتشار جزيئات الماء قد تقودنا للكشف عن تفاصيل مجهرية تخص بناء النسيج، في حالة المرض أو الحالة الطبيعية للنسيج. وهناك أنواع خاصة من التصوير بالانتشار صورة مصفوفة الانتشار أستخدمت على نطاق واسع لوضع خارطة لسير محاور الأعصاب في الدماغ وهذا ما يسمى ب white matter tractography in the brain.

## معرض صور

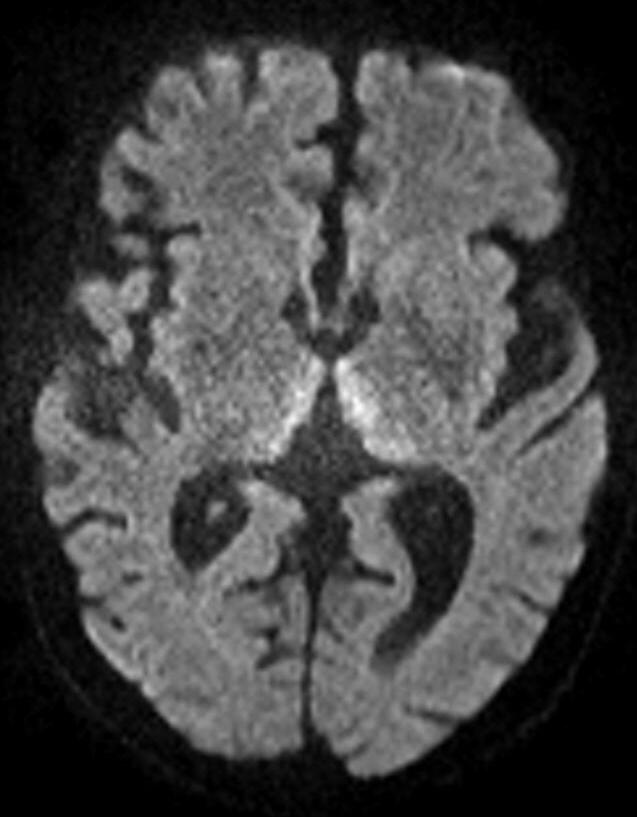
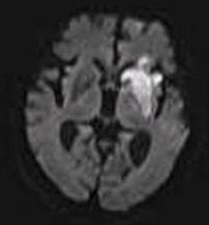
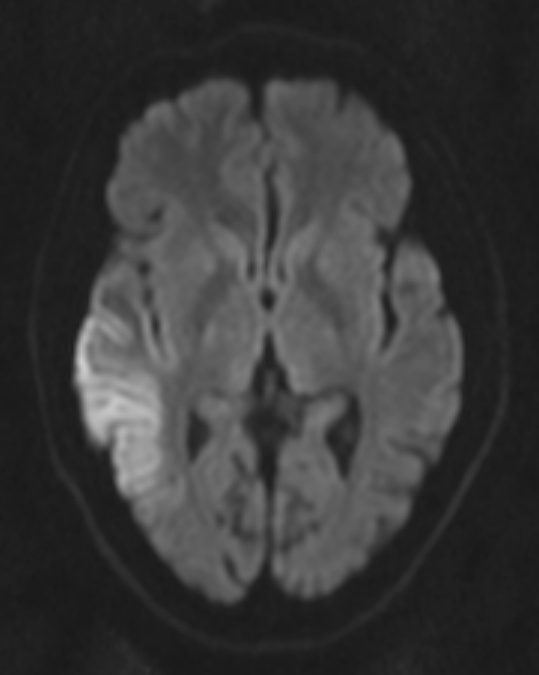